# 島津忠景
島津 忠景（しまづ ただかげ）は、鎌倉時代中期の武将・歌人。鎌倉幕府御家人。薩摩国知覧院（現在の鹿児島県南九州市）地頭。但馬国朝来郡粟鹿大社（規模100町）地頭（「弘安5年（1285年）但馬国大田文」・『兵庫県史』所収）。

## 生涯
学芸に優れ、鎌倉幕府6代将軍・宗尊親王の近臣として廂衆・門見参衆・御格子上下結番・昼番衆等の御所内番役に選ばれる。弘長元年（1261年）『宗尊親王家百五十番歌合』をはじめ、親王や二条為氏ら主催の和歌会・連歌会に度々列席し、『弘長歌合』では源親行と番えられ、これに勝つなど（杉本雅人 『越前島津氏－その事歴と系譜』）、成熟期鎌倉歌壇における代表的な武家歌人と目される。そのためか宗尊親王からの信任が非常に厚く、『吾妻鏡』をみると親王の私的な行動にまで供奉しているのがしばしば見受けられ、兄・忠行はもとより本宗家の忠時・久経らと比較しても顕著な活躍を示しているのがわかる。蹴鞠にも造詣が深く、弘長3年（1263年）には旬御鞠奉行にも選任された。
文永2年（1265年）12月、検非違使に補せられる（『検非違使補任』）。気骨のある誠実な人物で、文永3年（1266年）7月3日、宗尊親王の更迭をめぐる騒動の際には多くの近臣が親王を見捨てて将軍御所から逃げ出す中、忠景ら数名のみが御所に残留し、その姿勢を『北条九代記』などに評価されている。翌年12月叙爵。晩年は六波羅探題に転出し、京都で活動していたと推測される（前掲杉本書、および『実躬卿記』永仁3年(1295年)5月26日条参照）。正安2年（1300年）5月没、60歳（『越前島津家文書』所収「島津氏系図」）。忠景の作品は『続古今和歌集』、『続拾遺和歌集』、『新後撰和歌集』、『玉葉和歌集』、『続千載和歌集』、『続後拾遺和歌集』、『新千載和歌集』、『新拾遺和歌集』、『新続古今和歌集』などに収録されている。

## 作品
- いか様に　寝て明せとて侍人の　来ぬだにあるを秋風ぞ吹く　（秋夜恋を　惟宗忠景　『続古今和歌集』　巻十二　恋歌二）
- 置く露を　いかにしほれとふし衣　ほさぬ袂に秋のきぬらむ　（親の思ひに侍りける頃　『続古今和歌集』　巻十六　哀愁歌）　　※この作品は、父忠綱の死を悼んだものであるとする説と、母の死を悼むものであるとする説が存在する。　「島津忠綱」の項目参照。
- 夜舟こぐ　ゆらの湊の潮風に　おなじとわたる秋の月影　（『続拾遺和歌集』　巻第五　秋下）
- いつはりの　心あらじと思ふこそ　たもてる法のまことなりけれ　（五戒歌の中に、不妄語戒　『新後撰和歌集』　巻第九　釈教）
- 山里に　しばしは夢もみえざりき　なれてまどろむ峯の松かぜ　（山家の心を　『玉葉和歌集』　巻第十六　雑三）

## 系譜
島津忠綱の三男。本姓は惟宗氏。兄に三郎忠行・四郎忠泰。忠行とは異母兄弟とする見解がある（前掲杉本書）。弟に六郎忠頼・七郎定賢・安芸守忠氏ら。子孫には知覧・宇宿氏など薩摩国の名族があり、また越前国に土着した一族（島津忠信ら）や信濃国に土着した一族（赤沼家島津氏）もある。